# Lubartów
Lubartów [luˈbartuf] város Lengyelország keleti részén, Lublini vajdaságban. Ez a síkvidéki város a Lubartówi járás központja is. A Wieprz folyó mentén elterülő település földrajzilag a Lengyel-alföld központi, hátságokkal tagolt részén terül el. A város közvetlen területét Lubartówi-hátnak is nevezik. Lubartówot 1543-ban alapította Piotr Firlej, a Lublini és később a Ruténiai vajdaság ura. Nevét a lengyel Lubart személynévről kapta.

## Földrajzi elhelyezkedése
Lubartów városa Lengyelország keleti részén terül el, hozzávetőleg 26 km-re északra Lublintól, a 19-es országút mentén, amely Lublint köti össze Białystokkal. 2000 áprilisa előtt a várost még vonattal is meg lehetett közelíteni a Lublin–Łuków vasútvonalon. Ma ez a vonal már nem üzemel. A 13,9 km²-en elterülő város földrajzi adottságait meghatározza a Wieprz folyó völgye. A Visztula mellékfolyójának hordaléka dimbes-dombos síksági hátságot hozott létre. A vidék jellegzetes tájképét a közeli Kozłówkai Tájvédelmi Körzet őrzi.

## Története
A várost 1543. május 29-én alapította Piotr Firlej, lublini és ruszin vajda. Az eredetileg Lewartow névre keresztelt település megalapítását I. Öreg Zsigmond király városalapítást engedélyező adománylevele tette lehetővé. A városalapító elsőszülött fia, Mikołaj Firlej vajda uralkodása alatt a fiatal település élettel telt meg. Mikołaj iparosodott várost szeretett volna létrehozni Lewartowban, ezért 1575. szeptember 21-én kiváltságot adott a nyugatról betelepülő mesterembereknek. Az idegen földről érkező képzett iparosoknak vallásszabadságot garantált, és megengedte azt is, hogy hazájuk jogrendje alapján Lewartow önkormányzatiságot nyerjen. Ennek hatására Németországból, Flandriából és Hollandiából képzett kézművesmesterek és szarvasmarha tenyésztők érkeztek a városba, akik Kelet-Lengyelország egyik leggyorsabban iparosodó és legváltozatosabb kultúrájú városát hozták itt létre. Mikołaj 1580-ban egy céhbe tömörítette a város csizmadiáit, takácsait és szűcseit, és ezeknek további kereskedelmi előjogokat adományozott. Nem is csoda, hogy Lewartow lakossága gyorsan növekedett. A városba áramló idegen nemzetiségek hozták magukkal saját szokásaikat és vallásukat is. Ekkor vált meghatározóvá a későbbi Lubartów történetében is főszerepet játszó két vallás: a kálvinizmus és a zsidó vallás. Maga Mikołaj vajda is kálvinista volt, ezért uralkodásának 30 esztendeje alatt igyekezett Lewartowot Lengyelország egyik fő református központjává alakítani. Mikołaj Firlej alapította meg a város első középiskoláját is, a kálvinista gimnáziumot. Nagy számban érkeztek zsidók is a településre, akik 1592-ben saját vallási közösséget alapítottak a városban.

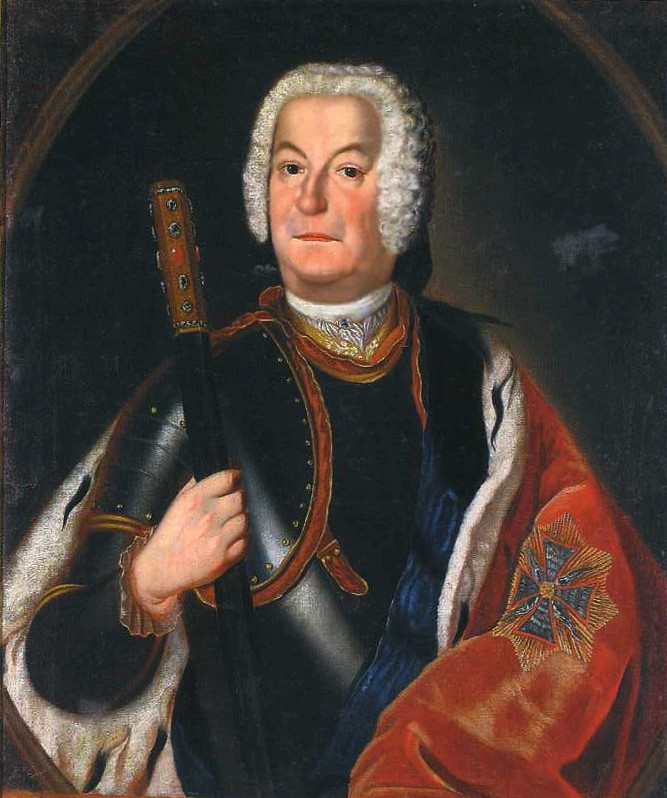
Paweł Karol Sanguszko fejedelem portréja

Mikołaj Firlej 1588-as halála után a város Mikołaj Kazimierski birtokába került, aki a korábbi kálvinizmus helyett saját vallását, az arianizmust helyezte előtérbe. A Firlejek által alapított kálvinista gimnáziumot ariánussá alakította át, és a korabeli Lengyel Királyság egyik legkiemelkedőbb oktatási intézményévé fejlesztette azt. A fejlődéssel és dinamikával indult 16. századot a hanyatlás kora követte a 17. században. Az 1600-as évek elején árvíz pusztította el a város nagy részét. Lewartow alig állt helyre a rablásokkal tarkított özönvíz után, amikor 1618-ban kitört a harmincéves háború. A hadi események színterévé vált a város, amelyet először a svéd hadsereg pusztított végig, majd a front változásával több sereg is átvonult Lewartowon. A század végére az egykor virágzó település egy közepes méretű lengyel falu szintjére süllyedt.
A 18. század elején Lewartow a Sangusz család birtokába került. Közülük a várossal leginkább Paweł Karol Sanguszko, litván fejedelem törődött a legtöbbet. A fejedelem elhatározta, hogy Lewartowot újra felvirágoztatja, ezért 1739-ben több gazdasági vonatkozású előjogot és kiváltságot is garantált a település kereskedőinek és kézműveseinek. Az ő korában nyerte el a Sanguszki-palota a mai alakját, és Paveł Karol építtette fel 1733 és 1738 között a késő barokk stílusú Szent Anna-templomot. A fellendülő kereskedelem és ipar újra város méretűvé dagasztotta Lewartow lakosságát, és a piactér lakóházai, a fejedelem építkezései és a megalapított kapucinus templom és kolostor teljesen átformálta a település arculatát. A polgáriasodásnak és az új városnak Paveł Karol Sanguszko királyi megerősítést is akart szerezni, ezért III. Ágost 1744. november 22-én kiadott kiváltságlevelében megerősítette Lewartow korábbi kiváltságait és városi jogait, és megváltoztatta a város nevét Lubartówra. Az uralkodó címert is adott az újrakeresztelt városnak.
A 19. század újból recessziót és hanyatlást hozott a városnak. 1831-ben, 1836-ban és 1846-ban is pusztító tűzvész söpört végig Lubartówon. A napóleoni háborúk lezárása képen a bécsi kongresszus újrarajzolta Európa térképét, és Lengyelország keleti területeit az Orosz Birodalomnak ítélte oda. A lengyelek sorozatos felkelésekkel akarták visszaszerezni függetlenségüket, de az orosz cár erői minden kísérletet vérbe fojtottak. Az 1863-as januári felkelés után a cár Lubartówot is súlyos terhekkel sújtotta, ezért a fejlődés évekig ismét elmaradt. 1866-ban kapta vissza városi és járási jogait a település, de a konjunktúra jelei csak lassan mutatkoztak. 1912-ben hét gyárat írtak össze Lubartówban: négy olajsajtolót, két malmot és egy sörfőzdét. Lengyelország 1918-as függetlenedésével Lubartów újra fejlődésnek indulhatott. 1922-ben alapították a város híres üveggyárát. A második világháborúban a város a lengyel ellenállás egyik fő központjává vált, de a német hadsereg 1939. szeptember 19-én bevonult Lubartówba is, amely újra visszavetette a város fejlődését.

### A lubartówi gettó
A megszálló náci Németország 1939. október 12-én a város piacterére terelte a zsidó lakókat, és fegyveres őrökkel körbevették őket, amíg a katonák sorra fosztogatják a zsidó házakat és boltokat. Ekkoriban Lubartów lakóinak 53,6%-a, összesen 3269 ember volt zsidó vallású. A háború első éveiben a zsidókat még nem gyűjtötték gettóba, de 1941-ben megszületett a döntés a lubartówi gettó felállításáról. A város két piactere között felállított gettóba szállították a lubartówi járás minden zsidóját, és Ciechanówból is ezer zsidót deportáltak ide. 1942 májusában 2421 szlovákiai zsidó érkezett az egyre nyomorúságosabb lubartówi gettóba.
A gettót 1942. április 9-én kezdték el kiüríteni, és október 11-én hagyta el az utolsó vonat a lubartówi vasútállomást. A zsidókat eleinte Belzec, majd Treblinka és Majdanek hírhedt haláltáboraiba szállították. A német megszállás során teljesen elpusztult a város három zsinagógája, és a régi zsidó temető is. A két zsidó temető sírköveit a német hadsereg járdaépítésekhez és a laktanyák kövezeteihez használta fel.

### Lubartów a háború után
A várost a Vörös Hadsereg 1944. július 22-én szabadította fel. Ettől kezdve lassú helyreállítás és fejlődés indult el a kis lengyel városkában. A fokozatos fejlődés hatására alakult ki a város elektronikai ipara és a mind a mai napig meghatározó építőipari szerepe is. Lubartów ma a környék oktatási, kulturális és gazdasági központja.

## Látnivalók

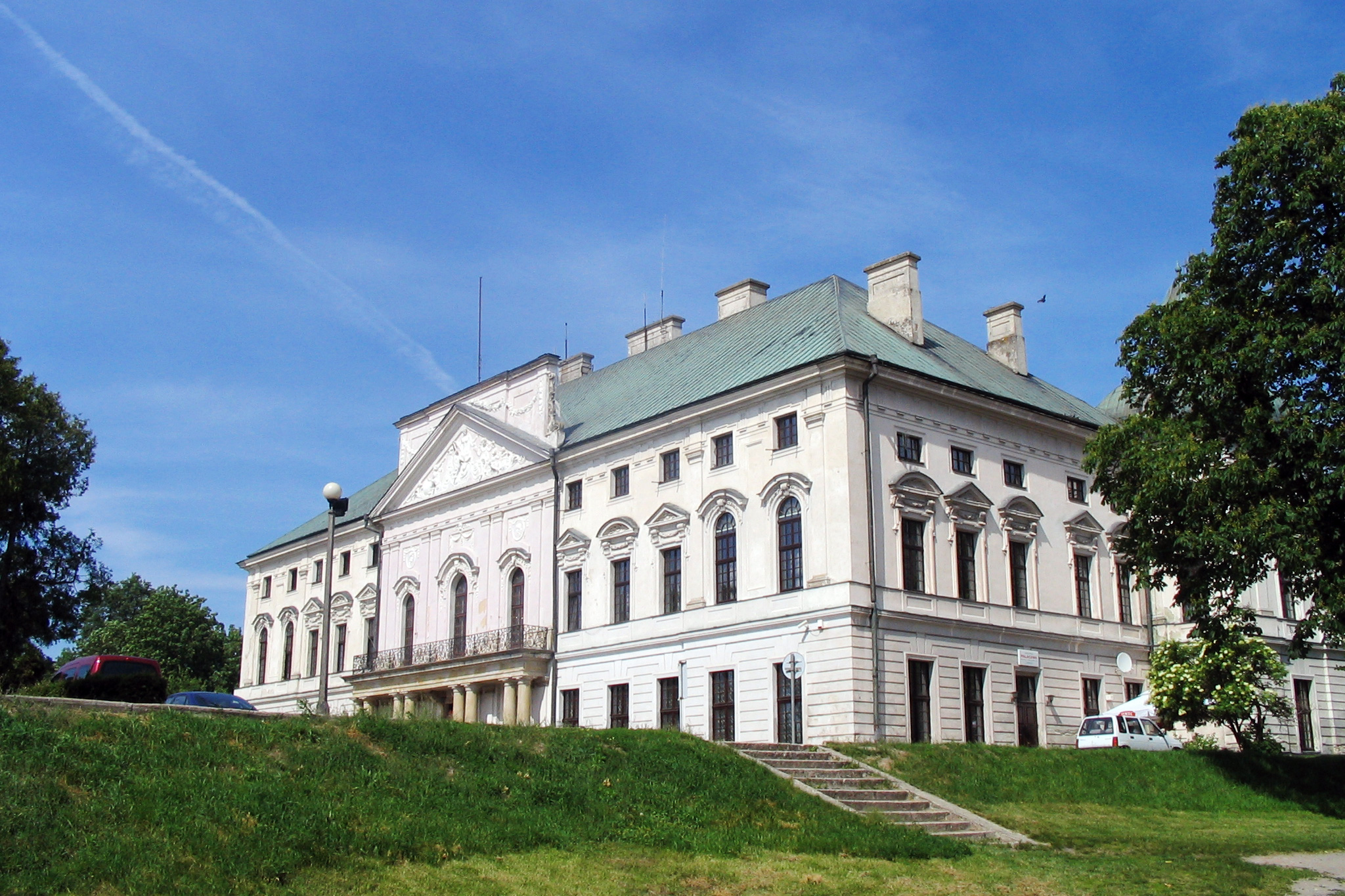
A Sanguszki-palota homlokzata

Lubartów egyik legmarkánsabb épülete a Sanguszki-palota komplexuma, amely magába foglalja a 18. századi téglából épült palota épületét, a kapukat, a parkot és a mesterséges tó régi hídját is. A palota alapjait maga a városalapító, Piotr Firlej rakta le a 16. század derekán. Ekkor az épület leginkább védelmi szerepet töltött be. A jelenlegi palotát barokk stílusban a 17. század végén kezdték el építeni. 1693-ban Józef Karol Lubomirski, királyi nagymarsall terveket készíttetett az erődítmény átépítésére, viszont arról nem maradt fenn semmilyen dokumentum, hogy a terveket valaha valóra váltották-e. A palota és maga Lubartów is részben elpusztult 1705-ben a nagy északi háború idején. A frontvonalak elvonulása után a palotát Paveł Karol Sanguszko herceg építtette újjá. A barokk megújulást Paolo Antonio Fontana építőmester vezette. Fontana tervei alapján nyerte el mai formáját a palota. Belsejét a zömök erődítmény hangulatából átalakította elegáns palotává, amelyre egy harmadik emeletet is húztak. Sanguszko herceg alakíttatta ki a palota kertjét, és ekkor készült el a birtok kerítése is. 

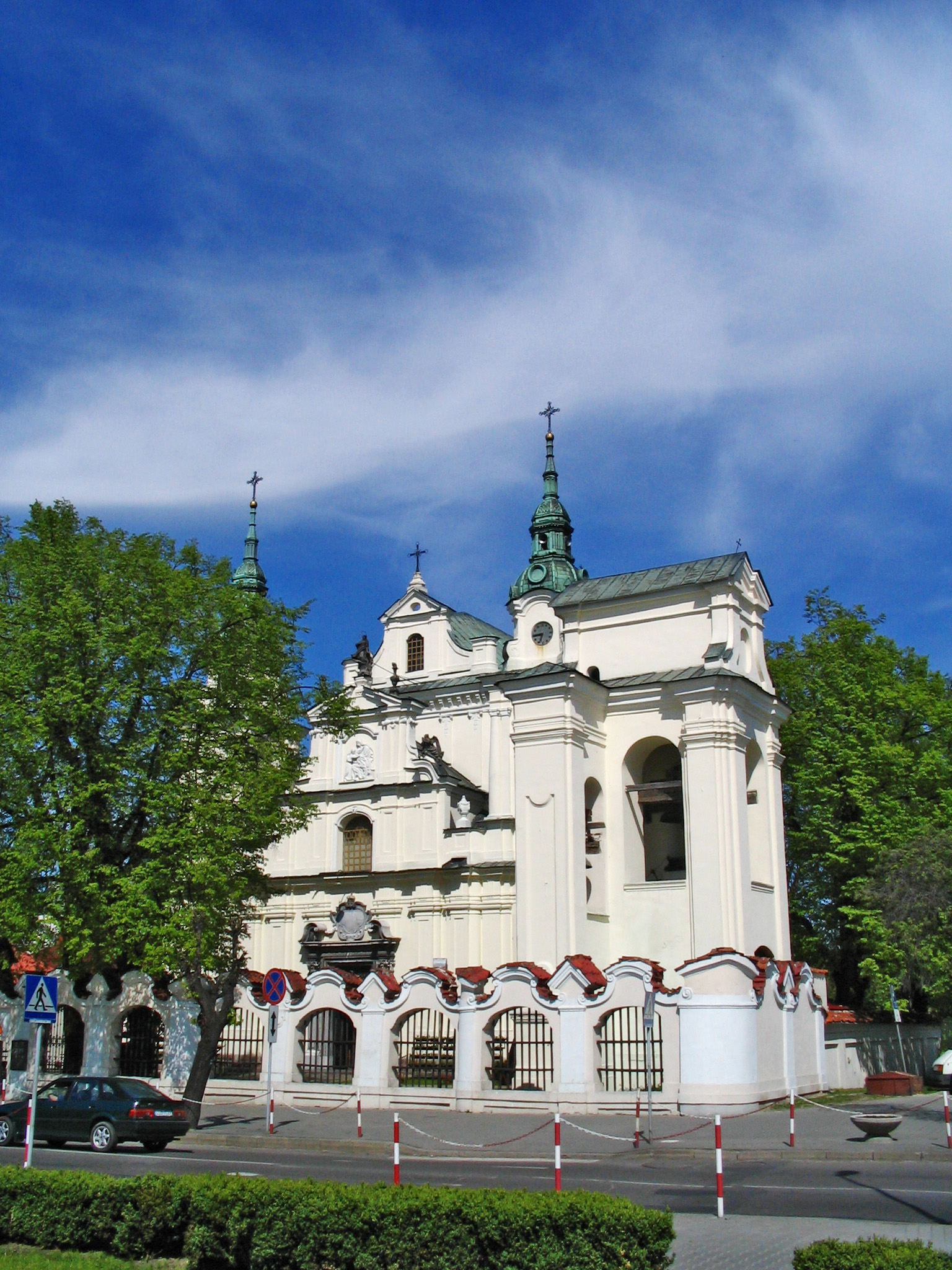
A Szent Anna-templom

A következő évszázadokban mind a város, mind a palota többször is gazdát cserélt. A 19. században a Lengyel Bank kezelésében volt,1925-ben szerzetesek költöztek be. 1933-ban a palota tetőszerkezete kigyulladt, és az épület teljesen kiégett. A romokat a városi tanács 1935-ben a kerttel együtt megvásárolta. A második világháborút követően a város húsz év alatt újította fel a palotát, amelyben ma Lubartów Járás központja található.
A város központjában áll a római katolikus Szent Anna-templom, amelyet Paolo Antonio Fontana tervei alapján épített Tomasz Rezler építész 1733 és 1738 között. A barokk, lépcsőzetes homlokzatú templomot Lubartów korabeli ura, Sanguszko herceg alapította, és 1738-ban Kowno püspöke, Michał Karp szentelte fel. A templom 1792-ben részben leégett, amely után több éves renoválási munkálatok vették kezdetét. A tűzvész utáni felújítás és átépítés során kapta a templom a homlokzat felé nyúló két tornyot, és a főhajó felett ekkor építették meg a kupolát. A bazilikává alakított Szent Anna-templom bejáratát két fekete márványból készült oszlop díszíti. A belső teret a barokk ízlés szerint sok oszlop, pilaszter és ólomüveg ablakok díszítik. A templom szentélye nyolcszögletű apszisban helyezkedik el. A déli mellékhajóban látható az alapító Paveł Karol Sanguszko és felesége, Barbara Dunin Sanguszko szívének domborműve.
A kapucinusok épületegyüttese szintén a város legjellegzetesebb épületei közé tartozik. A kapucinusok kezelésében van a monostor, a hozzá tartozó kert és a Szent Lőrinc-templom. Az épületek tervrajzát ismét Paolo Antonio Fontana készítette el Paveł Karol Sanguszko herceg és Mikołaja Krzyneckiego rendfőnök megrendelésére. A templomot 1737-ben kezdték építeni, és 1741-ben szentelték fel. A kapucinus rend előírásai alapján a barokk templom mind külsejében, mind belső díszítésében a puritán, egyszerű vonalat követte. A templom jellegzetes homlokzatát úgy alakították ki, hogy az a szerzetesrend római templomára emlékeztessen. A templom belsejében látható Szymon Czechowicz, lengyel festő 18. századi oltárterítője. A főoltáron Szent Lőrinc mártírhalálának festménye látható.

Közvetlenül a templomhoz építették hozzá a monostort, amely többször is fel lett újítva. Az épületet erődített fal veszi körül, amely néha a történelemben is fontos szerephez jutott. 1831-ben a novemberi felkelés idején ezeknél a falaknál sikerült megállítania Wojciech Chrzanowski tábornoknak a túlerőben lévő orosz sereget. A felkelés támogatása miatt az orosz cár 1864-ben feloszlatta a lubartówi kapucinus szerzetesrendet, noha még 1866-ban is éltek a monostor falai között szerzetesek. A templom és a monostor igazgatását a lublini egyházmegye vette át. 1938-ban tértek vissza a kapucinusok a városba, de a világháború után a kommunista államvezetés ismét megakadályozta a rend birtokszerzését. Egészen 1978-ig önkormányzati hivatalok működtek a monostorban. Ebben az évben adták vissza az épületegyüttest a kapucinus rendnek.

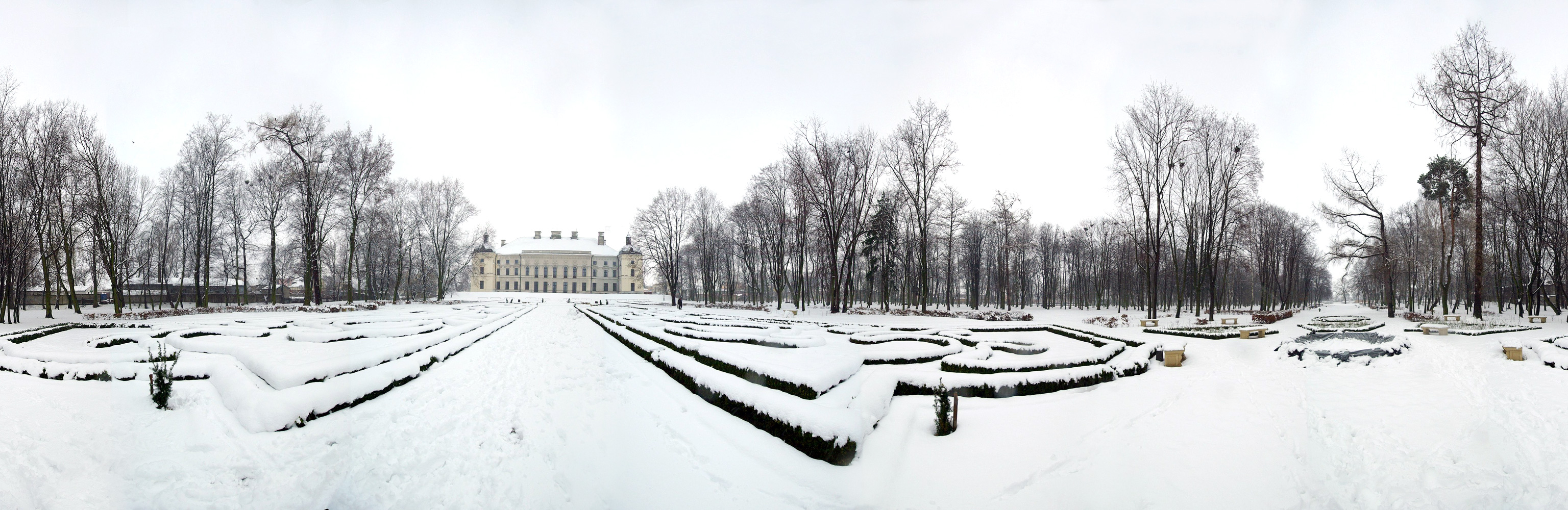
A Sanguszko Palota kertjének panorámafelvétele

Érdemes felkeresni a városban az új zsidó temetőt, és a közeli Kozłówkában található Zamoyski-palotaegyüttest.

## Lubartów híres szülöttei, lakói
- Bolesław Prus

## Testvérvárosai
- Hajdúdorog, Magyarország
- Raseiniai, Litvánia
- Jemilcsine, Ukrajna